# Beni Suef (província)
Beni Suef (em árabe: محافظة بني سويف; romaniz.: Muhāfazat Banī Suwaif) é uma província (moafaza) do Egito sediada em Beni Suef. Possui 10 954 quilômetros quadrados e segundo censo de 2018, havia 3 249 351 habitantes.